# Atto amministrativo
Un atto amministrativo è, nel diritto amministrativo italiano, un atto giuridico posto in essere da un'autorità amministrativa nell'esercizio di una sua funzione amministrativa. Esso è espressione di un potere amministrativo, produttivo di effetti indipendentemente dalla volontà del soggetto o dei soggetti cui è rivolto.
La sequenza di atti amministrativi all'interno di un procedimento amministrativo, sotto la supervisione di un responsabile del procedimento amministrativo, porta invece all'emanazione di un provvedimento amministrativo.

## Descrizione

### Caratteristiche
Un atto amministrativo è:
- unilaterale, in quanto ha efficacia indipendentemente dalla volontà del soggetto cui è destinato (a cui può anche essere imposto);
- esterno, dato che non sono considerati atti amministrativi quegli atti posti in essere dall'autorità amministrativa nei confronti di sé stessa (detti atti meramente interni, come le circolari).
- nominativo, in quanto ciascuna tipologia di atto è prevista nominativamente dalla legge.

Esso infine è sempre emanato da un'autorità amministrativa (atto soggettivamente amministrativo) nell'esercizio delle sue funzioni amministrative (atto oggettivamente amministrativo). 
Quando l'atto amministrativo ha natura imperativa, la legge può munirlo dell'esecutorietà, vale a dire che, diversamente dai contratti e dagli altri rapporti di diritto privato, non richiede alla pubblica amministrazione di adire l'autorità giudiziaria per accertarne la validità e ottenerne l'esecuzione coattiva da parte della forza pubblica.

Simmetricamente, il cittadino ha il diritto di adire la giustizia amministrativa per impugnare gli atti amministrativi.

### Requisiti
I requisiti sono le componenti che incidono sulla validità e sull'efficacia dell'atto e quindi si distinguono in:
- requisiti di legittimità, la cui mancanza comporta l'annullabilità dell'atto amministrativo
- requisiti di efficacia, necessari invece perché l'atto produca concretamente i suoi effetti.

I requisiti di legittimità sono i requisiti che la legge richiede perché l'atto amministrativo, oltre che esistente, sia valido cioè legittimo; la loro mancanza perciò è un vizio e comporta l'illegittimità dell'atto.

#### Controllo e invalidità
Un atto amministrativo può essere invalido perché contrario a norme giuridiche, e allora si tratta di un atto amministrativo illegittimo, oppure perché è contrario al principio costituzionale della buona amministrazione (art. 97 della costituzione), e allora si tratta di un atto amministrativo inopportuno.
L'atto illegittimo può essere viziato in modo più o meno grave, dando luogo a due categorie di invalidità degli atti amministrativi: gli atti nulli e gli atti annullabili.
Un atto amministrativo è nullo se:
- c'è incompetenza assoluta (colui che ha emanato l'atto non aveva potere di farlo);
- manca uno degli elementi essenziali (inesistenza o indeterminabilità del soggetto o dell'oggetto, illegittimità del contenuto, mancanza di finalità intesa come interesse pubblico, eccetera).
- violazione o elusione del giudicato (quando il nuovo atto emanato dalla pubblica amministrazione, a seguito di sentenza, riporta i medesimi vizi già censurati, ovvero tenti di aggirare il giudicato).

Mentre un atto amministrativo risulta annullabile quando:
- c'è incompetenza relativa (l'organo che ha emanato l'atto è competente, ma non colui che se ne è occupato ad esempio perché inferiore gerarchicamente a chi ne aveva il potere);
- c'è violazione di legge (l'atto va contro una legge dello Stato);
- c'è eccesso di potere (disparità di trattamento, illogicità della motivazione, ingiustizia manifesta, eccetera).

La differenza più spiccata tra nullità e annullabilità sta nel fatto che l'atto amministrativo annullabile perde efficacia se la parte che ne ha diritto chiede e ottiene l'annullamento, quello nullo è privo di efficacia sin da quando nasce.
Per parte della dottrina esiste una terza categoria di invalidità degli atti amministrativi: quella degli atti amministrativi inesistenti.

#### Efficacia
L'efficacia è la qualità dell'atto amministrativo di poter validamente produrre gli effetti per i quali è stato posto in essere.
L'atto amministrativo, in quanto prodotto dalla Pubblica Amministrazione per finalità di pubblico interesse è produttivo di effetti indipendentemente, ma anche contro, la volontà del soggetto, o dei soggetti, interessato dall'atto.
In base alla loro efficacia gli atti amministrativi si distinguono in:
- atti costitutivi, che creano, modificano od estinguono un rapporto giuridico preesistente
- atti dichiarativi, che si limitano ad accertare una data situazione senza influire su di essa

Nella generalità dei casi gli atti amministrativi hanno efficacia, e quindi operano, dal momento in cui sono posti in essere (normalmente ci si riferisce a questo momento come alla fase decisoria).
Per disposizione di legge o della stessa amministrazione gli atti amministrativi possono però avere efficacia differita, cioè hanno efficacia a partire da un periodo futuro. Rispetto all'efficacia dell'atto amministrativo si riporta la pronuncia del Consiglio di Stato sez. VI, 7 agosto 2002, n. 4126 che recita:
Generalmente ci si riferisce ai casi in cui l'atto amministrativo diviene efficace in un momento successivo a quello in cui è stato deliberato dall'organo che ne aveva la competenza, come agli atti che necessitano di un'ulteriore fase, che è la fase integrativa dell'efficacia.

#### Esecutorietà
Si riferisce alla capacità della P.A. di dare esecuzione ai propri atti con mezzi propri, anche coattivamente, senza il ricorso all'autorità giudiziaria.

### Classificazione
In genere si distingue tra la categoria dei provvedimenti amministrativi ed una categoria residuale di atti che non ricade nella prima.
- Provvedimenti amministrativi
  - Autorizzazioni
  - Licenze
  - Concessioni, tra cui una forma particolare è il permesso di costruire
  - Ordine
  - Atti ablatori
- Atti che non sono Provvedimenti amministrativi
  - Pareri
  - Atti di controllo
  - Atti propulsivi
  - Atti ricognitivi
  - Atti paritetici

## Struttura dell'atto amministrativo
Un atto amministrativo, nella generalità dei casi, presenta una struttura formale composta da:
- intestazione (indica l'autorità da cui emana l'atto); errore o mancanza: irregolarità
- preambolo (contiene le norme di legge e gli articoli in base ai quali l'atto è stato adottato); errore o mancanza: illegittimità
- motivazione (valuta comparativamente gli interessi, indicando le ragioni per le quali si preferisce soddisfare un interesse in luogo di un altro);  Errore o mancanza: Illegittimità
- dispositivo (è la parte precettiva, che costituisce l'atto di volontà della pubblica amministrazione)
- luogo; errore o mancanza: irregolarità
- data; errore o mancanza: irregolarità
- sottoscrizione (contiene la firma dell'autorità che emana l'atto o di quella delegata)

### Contenuto
Rispetto al contenuto dell'atto amministrativo si distinguono:
- elementi
  - essenziali
  - accidentali
  - naturali

La mancanza di un elemento essenziale determina la nullità dell'atto amministrativo, mentre la mancanza di un requisito determina l'annullabilità dell'atto amministrativo, cioè la possibilità che sia annullato, su istanza di parte o d'ufficio da parte della Pubblica Amministrazione.
Gli elementi accidentali si possono applicare soltanto agli atti amministrativi negoziali; infatti rispetto agli atti amministrativi gli elementi accidentali non hanno ragion d'essere (si pensi, ad esempio, all'assurdo di una certificazione di nascita sottoposta a condizione sospensiva).
Gli elementi accidentali devono essere possibili e leciti. Gli elementi accidentali illeciti o impossibili non comportano la nullità o l'annullabilità dell'atto amministrativo, ma si considerano come non apposti.
Gli elementi naturali sono quegli elementi che si considerano sempre inseriti nell'atto, anche se non apposti espressamente, in quanto previsti dalla legge per il tipo astratto di atto.

### Elementi essenziali
Sono elementi essenziali dell'atto amministrativo:
- la capacità del soggetto che emana l'atto
- la dichiarazione
- l'oggetto
- la causa
- la motivazione
- la forma
- Il destinatario

Di norma sono indicati anche i presupposti; la volontà (an della scelta e quid del contenuto dispositivo del provvedimento, distinta dalla motivazione che specifica l'interesse pubblico curato); esternazione (modi in cui sono resi conoscibili all'esterno gli elementi del provvedimento, a sua volta conforme ad una specifica disciplina di legge).

#### Capacità del soggetto
Il soggetto che emana l'atto amministrativo deve avere la capacità, ovvero la competenza, ad emanarlo. Se l'atto è emanato da un soggetto che non è organo della pubblica amministrazione, non si è in presenza di un atto amministrativo.
In casi particolari espressamente previsti dalla legge, l'attività posta in essere da un privato può qualificarsi come amministrativa e ci si riferisce al privato come ad un funzionario di fatto; un esempio è il caso di un cittadino che in presenza di catastrofi naturali svolga volontariamente attività di natura pubblica.

#### Dichiarazione
La dichiarazione è l'atto con cui la Pubblica Amministrazione rende conoscibile al suo esterno la propria volontà. In alcuni casi il silenzio può assumere la valenza di una dichiarazione di volontà come per il silenzio-assenso o il silenzio-rifiuto.

#### Oggetto
L'oggetto è la res su cui l'atto amministrativo incide.

#### Causa
La causa è la finalità tipica di pubblico interesse prevista dall'ordinamento per l'atto.
Ad esempio, la causa dell'espropriazione consiste nel trasferimento coattivo del bene da un cittadino privato alla Pubblica Amministrazione, dietro il corrispettivo di un indennizzo.
Alla pubblica amministrazione non è attribuito un generico potere di porre in essere tutti quegli atti che realizzino l'interesse pubblico; al contrario sono attribuiti tanti poteri specifici, ciascuno dei quali realizza uno specifico interesse pubblico, rappresentato dalla causa.

#### Motivazione
La motivazione si collega sia alla dichiarazione che alla forma dell'atto amministrativo.
Per l'articolo 3 della legge 241 del 1990, ad esclusione degli atti normativi e di quelli a contenuto generale, deve riportare:
- i presupposti di fatto: le circostanze (di fatto o di diritto, materiali, spaziali) al verificarsi delle quali l'autorità può provvedere.
- le ragioni giuridiche che hanno determinato le ragioni dell'amministrazione

Sussiste un vizio di eccesso di potere se il presupposto indicato non è conforme alla realtà.

#### Forma
La forma è un elemento che si lega alla dichiarazione, determinato per legge. Nel diritto amministrativo la forma degli atti è tendenzialmente libera, potendo l'atto amministrativo rivestire sia la forma scritta (es. un verbale) sia la forma orale (es. un atto iussivo) sia la forma simbolica o per immagini (es. un segnale stradale, che dai più si ritiene essere un atto di natura iussiva). In genere è la legge che stabilisce quale forma l'atto debba assumere, in ossequio ai principi di tipicità e nominatività degli atti. In difetto, occorre valutare il grado di incidenza dell'atto sulle situazioni giuridiche dei destinatari e la natura degli interessi in gioco, richiedendosi preferibilmente la forma scritta nel caso di provvedimenti limitativi della sfera giuridica altrui.
Se la forma è essenziale, la sua violazione comporta, di regola, l'annullabilità dell'atto ed il relativo vizio è quello della violazione di legge. Se si ritiene peraltro che la forma sia un elemento costitutivo all'atto, la sua mancanza comporta la nullità dell'atto. Se invece la violazione attiene ad un aspetto meramente formale, che non incide sugli elementi essenziali, allora il vizio può essere sanato mediante autocorrezione (es., in caso di mera irregolarità) ovvero mediante il principio del raggiungimento dello scopo.
Su questi concetti tradizionali è sopravvenuto il Codice dell'Amministrazione Digitale (d. Lgs. 7 marzo 2005, n. 82), che all'art. 40, nella versione del D.Lgs. 30 dicembre 2010, n. 235, impone in via generale la forma elettronica (es. teleamministrazione), salvo rarissime eccezioni.

#### Destinatario
È l'organo pubblico o il soggetto privato nei cui confronti si producono gli effetti del provvedimento. Il destinatario deve essere determinato o determinabile: la sua mancanza determina la nullità dell'atto, l'errata individuazione comporta l'annullabilità.

#### Esternazione
Nel 2018, il Consiglio di Stato ha stabilito che la pubblicazione nei siti web istituzionali non fonda in sé alcuna presunzione legale di conoscenza da parte dei destinatari né tantomeno da parte della generalità dei cittadini potenzialmente coinvolti. In altre parole, gli interlocutori della pubblica amministrazione non hanno alcun obbligo di consultare tali fonti né si possono ritenere informati mediante questa tipologia di esternazione comunicativa, salvo una specifica disposizione di legge che gli attribuisca valore legale. La presunzione conoscitiva è il presupposto dell'efficacia erga omnes e dell'opponibilità dell'atto, nonché della decorrenza dei termini di impugnazione presso la giustizia amministrativa.
I singoli atti di norma riportano in calce le molteplici modalità di esternazione comunicativa legale e la relativa legge di riferimento. I principali canali di comunicazione restano la Gazzetta Ufficiale e i bollettini regionali.

### Elementi accidentali
Sono elementi accidentali:
- il termine; che indica il giorno dal quale l'atto deve iniziare a produrre gli effetti o cessa di averne.
- la condizione; che subordina l'efficacia dell'atto al verificarsi di un fatto futuro incerto.
- la riserva, allorché la pubblica amministrazione nel provvedere su una data materia, si riserva di adottare future determinazioni in ordine all'oggetto stesso
- l'onere, che determina un ampliamento della sfera giuridica del destinatario.

È da notare che si procede in maniera quasi analoga per i contratti

#### Termine
Il termine rappresenta un momento futuro e certo a partire dal quale (è il cosiddetto termine iniziale) o fino al quale (è il cosiddetto termine finale) l'atto avrà efficacia. Il termine può essere posto discrezionalmente solo agli atti per i quali la legge non prescrive diversamente; infatti è la legge stessa che prevede l'apposizione di un termine.

#### Condizione
La condizione rappresenta un avvenimento futuro ed incerto.
Può trattarsi di una condizione sospensiva, per cui gli effetti dell'atto si realizzano al verificarsi dell'avvenimento, o di una condizione risolutiva, per cui gli effetti dell'atto cessano al verificarsi dell'avvenimento.
La condizione può essere apposta a tutti gli atti discrezionali di amministrazione attiva e a quelli di controllo ma non può essere apposta agli atti consultivi.

#### Modo
Il modo (modus o onere) può essere apposto ad un atto amministrativo solo nei casi previsti dalla legge; ad esempio la licenza di guida può comportare un modo (l'uso degli occhiali) per il privato.

## Comunicazione dei termini e dell'autorità cui presentare ricorso
L'art. 3 comma 4 della Legge 7 agosto 1990, n. 241 sancisce che "in ogni atto notificato al destinatario devono essere indicati il termine e l'autorità cui è possibile ricorrere", e questo è il motivo per cui molti atti amministrativi riportano la riga finale in cui vengono indicati i giorni entro cui è possibile ricorrere e l'autorità a cui presentare ricorso. Secondo la giurisprudenza, la mancata indicazione di tale informazione non pregiudica l'efficacia dell'atto, ma potrebbe far decadere i termini indicati dalla legge per il ricorso (a meno che "non si siano verificate in concreto conseguenze pregiudizievoli per i destinatari ed impedimenti al raggiungimento dello scopo cui è preordinata la prevista formalità").